# Paweł Turkiewicz
Paweł Ignacy Turkiewicz (ur. 17 lipca 1972 we Wrocławiu) – polski koszykarz oraz trener koszykarski, od 2023 trener Tauron GTK Gliwice.
26 czerwca 2014 został trenerem zespołu Startu Lublin. Klub zwolnił go 7 grudnia 2015.
30 lipca 2017 podpisał trzyletnią umowę z GTK Gliwice. 28 marca 2020 opuścił klub. 4 grudnia został trenerem I-ligowego zespołu Dzików Warszawa. 
1 czerwca 2021 dołączył do sztabu trenerskiego Trefla Sopot, jako asystent trenera. 1 czerwca 2023 został trenerem Tauron GTK Gliwice.

## Osiągnięcia
Drużynowe
- Wicemistrz:
  - Polski (2009)[9]
  - I ligi (2014)[10]
- Awans do:
  - TBL ze Startem Gdynia (2012)[11]
  - I ligi (2013)[10]
- Uczestnik mistrzostw Europy jako asystent trenera (2015)[12]
- Finalista pucharu Polski jako asystent trenera (2010)
- Mistrz Polski juniorów starszych w koszykówce mężczyzn (2005)[13]

Indywidualne
- Trener roku I ligi (2014)